# „From the Land of the Rising Sun”: Inside the Reactor II
Inside the Reactor II (pełny tytuł: „From the Land of the Rising Sun”: Inside the Reactor II) - drugi album brytyjskiego zespołu Juno Reactor zawierający remiksy największych hitów grupy. Pierwszy remix album został wydany w 2011 roku. Inside the Reactor II został wydany 12 stycznia 2012 roku i zawiera utwory zremiksowane przez japońskich muzyków.

## Lista utworów
1. "Komit" (SINE6 Remix)
2. "Tokyo Dub" (Tri-Force Remix)
3. "God is God" (Cylon Remix)
4. "Nitrogen Part 2" (Spectra Sonics Remix)
5. "Biot Messiah" (Diabolic Art Remix)
6. "Laughing Gas" (Masaya Fujino Remix)
7. "Mars" (Masa Remix)
8. "Kaguya Hime" (Ree.K Remix)
9. "Conquistador II" (K.U.R.O. Remix)

### Inside the Reactor II.I
Inside the Reactor II.I jest EP-ką zawierającą cztery dodatkowe remiksy. Został wydany 18 kwietnia 2012 roku.
1. "Pistolero" (Joujouka Extended Remix)
2. "Pistolero" (Ten-G Remix)
3. "Rotorblade" (Asteroids Remix)
4. "Mutant Message" (Kenichi Kan Remix)